# The Chronicles of Life and Death
The Chronicles of Life and Death – trzeci album studyjny amerykańskiego zespołu Good Charlotte. Pochodzą z niej single Predictable, I Just Wanna Live, The Chronicles of Life and Death i We Believe.

## Lista utworów
1. "Once Upon a Time: The Battle of Life and Death" – 2:25
2. "The Chronicles of Life and Death" – 3:03
3. "Walk Away (Maybe)" – 3:21
4. "S.O.S." – 3:42
5. "I Just Wanna Live" – 2:46
6. "Ghost Of You" – 4:51
7. "Predictable" – 3:14
8. "Secrets" – 3:51
9. "The Truth" – 3:56
10. "The World Is Black" – 3:06
11. "Mountain" – 4:34
12. "We Believe" – 3:52
13. "It Wasn't Enough" 3:24
14. "In This World (Murder)" – 5:27
15. "Meet My Maker" – 3:38

- - "Wounded" – 3:09 (hidden track)
  - "Meet My Maker" – 3:41 (utwór dodatkowy)

## Twórcy
- Joel Madden – śpiew
- Benji Madden – gitara prowadząca
- Paul Thomas – gitara basowa
- Billy Martin – gitara, instrumenty klawiszowe
- Chris Wilson – perkusja

## Miejsca albumu na listach
Album na liście Billboard 200:
| Tydzień          | 01          | 02         | 03          | 04          | 05          | 06          | 07          | 08          |
| ---------------- | ----------- | ---------- | ----------- | ----------- | ----------- | ----------- | ----------- | ----------- |
| Pozycja          | 3 (197,863) | 7 (78,035) | 18 (48,559) | 27 (33,929) | 33 (29,501) | 48 (28,245) | 54 (25,000) | 49 (41,182) |
| Sprzedanych płyt | 197,863     | 275,898    | 324,457     | 358,386     | 387,887     | 416,132     | 441,132     | 482,314     |

Najwyższe miejsca albumu w poszczególnych krajach:
| Rok  | Kraj                | Pozycja |
| ---- | ------------------- | ------- |
| 2004 | Top Internet Albums | 1       |
| 2004 | Kanada              | 2       |
| 2004 | Stany Zjednoczone   | 3       |
| 2004 | Austria             | 11      |
| 2004 | Nowa Zelandia       | 11      |
| 2004 | Szwecja             | 13      |
| 2004 | Szwajcaria          | 20      |
| 2004 | Francja             | 32      |

### Certyfikaty
| Kraj          | Sprzedaż  | Certyfikat |
| ------------- | --------- | ---------- |
| Australia     | 70,000    | Platyna    |
| Austria       | 15,000    | Złoto      |
| Wlk. Brytania | 100,000   | Złoto      |
| USA           | 1,000,000 | Platyna    |

### Najwyższe miejsca singli na listach
| Rok  | Singel                             | Lista                    | Pozycja |
| ---- | ---------------------------------- | ------------------------ | ------- |
| 2004 | "Predictable"                      | Modern Rock Tracks       | 28      |
| 2004 | "Predictable"                      | Top 40 Mainstream        | 20      |
| 2004 | "Predictable"                      | U.K. Singles Chart       | 12      |
| 2004 | "Predictable"                      | Australian Singles Chart | 15      |
| 2005 | "I Just Wanna Live"                | Poplista RMF FM          | 2       |
| 2005 | "I Just Wanna Live"                | Top 40 Mainstream        | 36      |
| 2005 | "I Just Wanna Live"                | Billboard Hot 100        | 51      |
| 2005 | "I Just Wanna Live"                | U.K. Singles Chart       | 9       |
| 2005 | "I Just Wanna Live"                | Australian Singles Chart | 12      |
| 2005 | "The Chronicles of Live and Death" | Australian Singles Chart | 31      |
| 2005 | "The Chronicles of Live and Death" | U.K. Singles Chart       | 30      |